# Quebrada de Tames
La quebrada de Tames es un curso natural de agua que nace en las faldas occidentales de los cerros de Buey Muerto, fluye hacia el oeste con abundante agua en su cuenca superior y una vertiente de agua dulce en la inferior. Desemboca en el océano Pacífico al sur de la punta homónima.: 866 

## Historia
Francisco Solano Asta-Buruaga y Cienfuegos escribió en 1899 en su obra póstuma Diccionario Geográfico de la República de Chile sobre el lugar:
Tames (Punta de).-—Promontorio en la costa del Pacífico por los 22° 45' Lat. y 70º 23' Lon. Es algo saliente al mar y termina en unos islotes pequeños escarpados ó farallones. Próximo por su lado nordeste se halla el paraje de Chungungo en que hay unas vertientes de buena agua, en medio de la sequedad de esa región, y unos pocos habitantes.
Luis Risopatrón la menciona en su Diccionario Jeográfico de Chile de 1924:
Tames (Quebrada de) 22° 41' 70° 14' Es estensa, nace en las faldas W de los cerros del Buci Muerto, corre hacia el W, lleva agua abundante en la parte superior, presenta una vertiente de agua dulce en el trozo inferior i desemboca en la ribera del mar, al S de la punta de aquel nombre. 1, xii. p. 50; i xx, p. 193; 98, ii, p. 526; i iii, p. 117; 99, p. 19; 132; i,156.
y también da cuenta de fuentes de agua en las cercanías: 
- Aguada de Tames (22° 41' 70° 15') Se encuentra en la parte inferior de la quebrada del mismo nombre, no lejos del mar. 98. carta de San Román (1892); 99, p. 19; i i 53; i Aguada en 156.: 867 
- Chungungo (Agua del) 22° 40' 70° 17'. De regular calidad, vierte de las rocas escabrosas de la costa i se recoje en pozos, que dan 10 m³ en 24 horas i se encuentra en el camino litoral, a la subida de un portezuelo, en las vecindades de la punta Tames. 98, III, p. 117; aguada del en 132; pozos de agua en 1, IX, p. 8; i paraje en 155, p. 246.: 214 